# Bernhard A. Huber
Pour les articles homonymes, voir Huber.
Bernhard A. Huber est un arachnologiste autrichien, il est né en 1967 à Kirchdorf.
Diplômé de l'Université de Vienne en 1994, il travaille au Zoologische Forschungsmuseum Alexander Koenig de Bonn en Allemagne.

## Quelques taxons décrits
- Aetana fiji
- Aetana
- Anansus aowin
- Anansus debakkeri
- Anansus ewe
- Anansus
- Aucana
- Aymaria
- Belisana airai
- Belisana fiji
- Belisana yap
- Blancoa
- Buitinga buhoma
- Buitinga
- Canaima
- Chibchea
- Chisosa
- Enetea
- Enetea apatellata
- Galapa
- Guaranita
- Ixchela
- Kambiwa
- Khorata
- Nerudia
- Nerudia atacama
- Nita
- Nita elsaff
- Nyikoa
- Nyikoa limbe
- Otavaloa
- Papiamenta
- Pisaboa
- Pomboa
- Quamtana
- Savarna
- Tainonia
- Teuia beckeri
- Tolteca
- Tupigea
- Wanniyala
- Waunana
- Wugigarra
- Zatavua